# Cymbidium
Cymbidium é um género botânico pertencente à família das orquídeas (Orchidaceæ).

## Etimologia
A espécie foi descoberta por Olof Swartz em 1799.  Seu nome deriva da palavra grega κυμβός (kymbes), que significa "em forma de barco", referindo-se à forma do labelo.

## Origem
Cymbidium é uma espécie que tem como habitat altitudes mais elevadas de clima temperado. Podem ser encontradas na natureza no sudeste da Ásia, sul do Equador, Australia e nas regiões costeiras da California.[carece de fontes?]

## Cultivo
Por serem tipicas de clima frio, ao se cultivar um cymbidium torna-se necessario oferecer um clima mais ameno para que a mesma floresça.